# Радітор

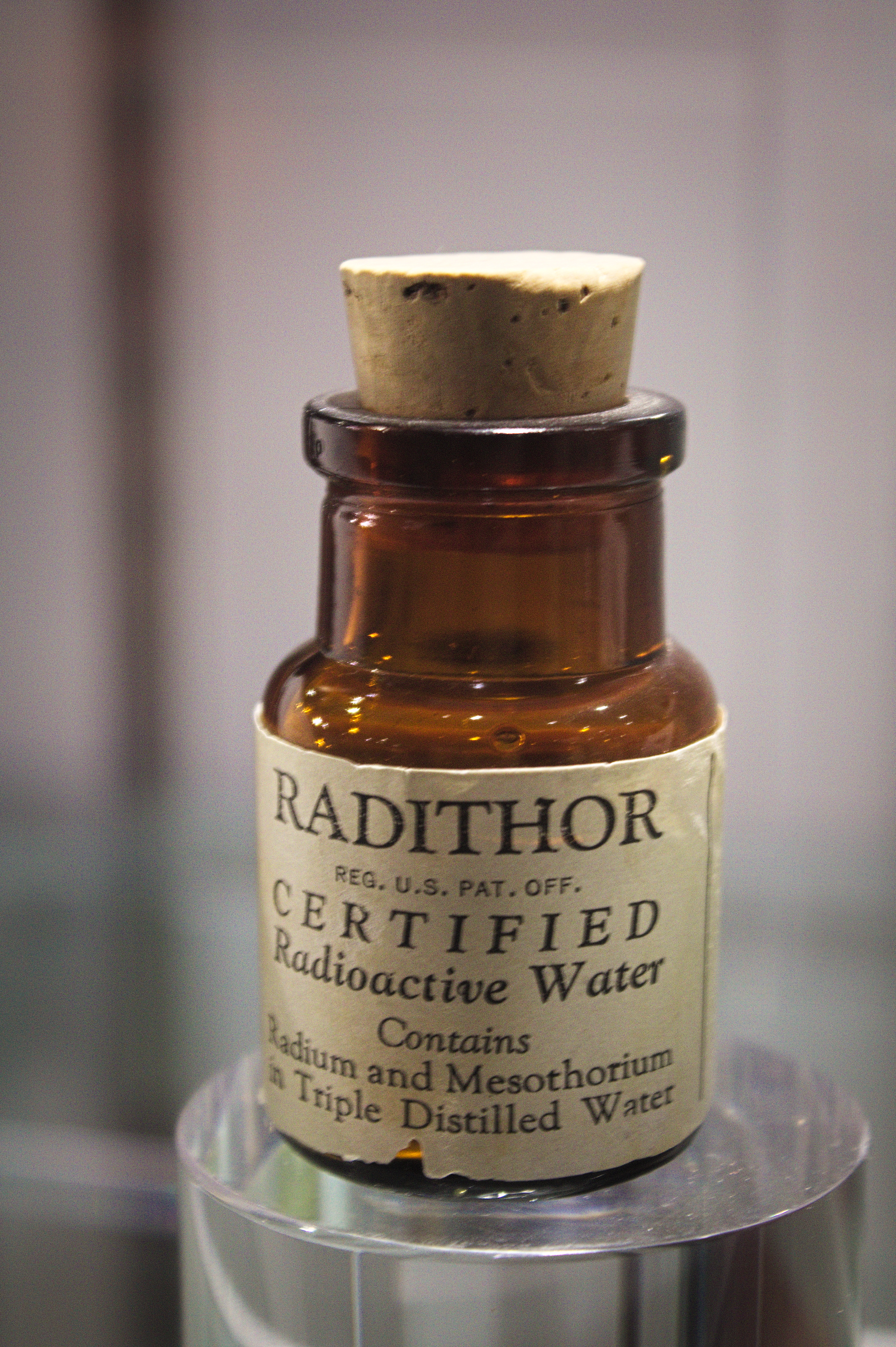
Флакон з Радітором в Національному Музеї Ядерної Науки та Історії в Нью-Мехіко.

Радітор (англ. Radithor) — нострум, відомий приклад радіаційного шарлатанства у вигляді псевдонаукового зловживання принципу радіаційного гормезу. Він складався з тричі дистильованої води та щонайменше по 1 мікрокюрі (37 кБк) ізотопів радію 226 та 228.

## Історія
Радітор виготовлявся з 1918 по 1928 рік корпорацією Bailey Radium Laboratories, що розташована в Іст Оранжі, Нью-Джерсі. Власником компанії та керівником лабораторії вказаний Вільям Дж. А. Бейлі, випускник Гарвардського коледжу. А проте він не мав спеціальності доктора медицини. Засіб рекламувався під гаслами  "A Cure for the Living Dead" ("Ліки для Ходячих Мерців") та "Perpetual Sunshine" ("Вічне Сяйво"). Продукт був досить дорогим, та позиціонував себе насамперед як засіб від імпотенції.
Ібен Баєрс, багатий американський громадський діяч, атлет, індустріаліст та випускник Єльського коледжу помер від отруєння Радітором в 1932 році. Він був похований в свинцевій домовині, а його залишки, що були ексгумовані у 1965 році для дослідження, все ще залишалися небезпечно радіоактивними.
Смерть Баєрса призвела до посилення влади Управління продовольства і медикаментів США та заборони Радітору. Стаття у Wall Street Journal, що була присвячена інциденту з Баєрсом, була названа "The Radium Water Worked Fine Until His Jaw Came Off" ("Допоки Щелепа Не Відпала, Радієва Вода Була Якраз").